# Фолькстат
Фолькстат (африк. Volkstaat — «народное государство») — проект создания автономии для африканеров в рамках ЮАР. 

## Планы создания
Опирается на конституционное право африканских народов на автономию, закрепленную 235 статьей конституции ЮАР. В частности, идея активно отстаивается африканерской политической партией Фронт свободы плюс. Однако, препятствием для этого служит тот факт, что африканеры не составляют большинства населения ни в одном регионе ЮАР. Сторонники идеи отделения африканеров доказывают, что основой для Фолькстата могли бы стать такие общины как Орания. Фронт свободы выступает за бельгийские, канадские и испанские модели предоставления территориальной автономии языковым меньшинствам, полагая, что это единственный способ защитить права африканеров. В соответствии с этой политикой, предлагается создать автономную республику африканеров, в районе расположенном между западным побережьем ЮАР и рекой Оранжевой, где большинство населения говорит на африкаанс (Северо-Капская провинция и северная часть Западно-Капской).

## Причины создания
Если раньше африканеры как потомки белых колонистов имели привилегированное положение, то с падением системы апартеида в 1994 белое меньшинство стало опасаться мести со стороны экстремистских группировок чернокожего большинства. В своё время африканеры имели богатый опыт автономного существования в рамках бурских республик. Сторонники африканерской автономии заявляют, что в новом государстве, где правит чёрное большинство, их родной язык африкаанс стремительно вытесняется, закрываются преподающие его школы и университеты, переименовываются основанные африканерами города (Лиденбург, Нелспрёйт, Питерсбург, Фервурдбург). Ликвидация апартеида вывела чернокожее население страны из резерваций, фактически отправив в них белых африканеров.